# Moeravjov-Amoerskischiereiland

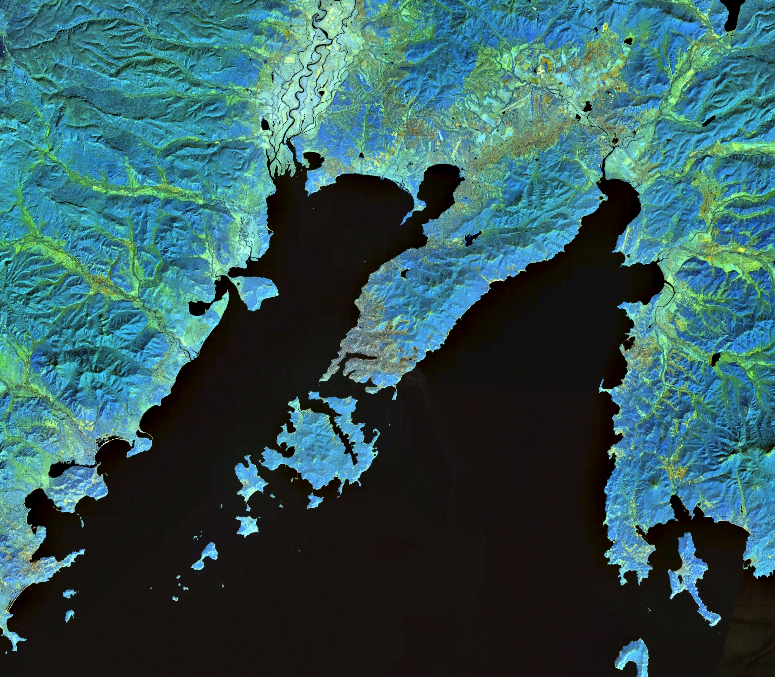
Baai van Peter de Grote met het schiereiland en het eiland Roesski in het midden

Het Moeravjov-Amoerskischiereiland (Russisch: Полуостров Муравьёва-Амурского; Poloeostrov Moeravjova-Amoerskogo of Муравьев-Амурский полуостров; Moeravjev-Amoerski poloeostrov) is een ongeveer 30 kilometer lang en 12 kilometer breed schiereiland in het zuidoosten van het Russische Verre Oosten. Het schiereiland, dat is vernoemd naar de 19e-eeuwse Russische gouverneur-generaal Nikolaj Moeravjov-Amoerski, ligt in het zuiden van de kraj Primorje aan de Baai van Peter de Grote (onderdeel van de Japanse Zee). Aan de westkant bevindt zich de Amoerbaai en aan de oostkant de Oessoeribaai. Aan de zuidwestzijde wordt het schiereiland gescheiden van het eiland Roesski door de Oostelijke Bosporus. Op het zuiden van het schiereiland ligt het continentale deel van de stad Vladivostok en aan de noordwestzijde de stad Artjom.